# Пьеха, Барбара
Барбара Пье́ха (пол. Barbara Piecha; 4 марта 1949, Катовице, Польша) — польская саночница, выступавшая за сборную Польши в 1970-х годах, чемпионка мира. Принимала участие в двух зимних Олимпийских играх, но не смогла выиграть на них ни одной медали. На играх 1972 года в Саппоро по итогам женских одиночных заездов заняла девятое место, в то время как на играх 1976 года в Инсбруке смогла подняться лишь до тринадцатой позиции — тоже в программе состязаний женских одиночных саней.
В общей сложности Барбара Пьеха является обладательницей двух медалей чемпионатов мира, кроме золота Кёнигсзее (1970) у неё выиграна бронза соревнований, проходивших в городе Вальдаора (1971). Спортсменка один раз становилась призёркой чемпионатов Европы, в 1971 году выиграв серебро Имста. Все медали получила за состязания женских одиночных саней.